# Константиновка (Айыртауский район)
Константиновка (каз. Константиновка) — село в Айыртауском районе Северо-Казахстанской области Казахстана. Административный центр Константиновского сельского округа. Код КАТО — 593242100.

## Население
В 1999 году население села составляло 1287 человек (630 мужчин и 657 женщин). По данным переписи 2009 года, в селе проживало 1024 человека (507 мужчин и 517 женщин).